# توموکو جوئو
توموکو جوئو (به ژاپنی: 倫子女王 ともこ じょおう)، نام کودکی ایسو نو میا؛ (تولد ۱۷۳۸ – مرگ ۱۷۷۱ میلادی)، یک زن در دوره ادو، زن اصلی (سی‌شیتسو) یا میدای‌دوکورو شوگون دهم توکوگاوا ایه‌هارو بود.